# Adalbert Schnizlein
Adalbert Carl (Karl) Friedrich Hellwig Conrad Schnizlein  (Feuchtwangen, 15 de abril de 1814 — Erlangen, 24 de outubro de 1868) foi um botânico alemão.

## Algumas publicações
- 1843-1870.  Iconographia familiarum naturalium regni vegetabilis...
- 1847.  Die Flora von Bayern.

Em coautoria:
No volume 4, número 1, de 1852 a 1863 de "Flora Brasiliensis" do botânico alemão germano Carl F.P. Martius escreveu sobre as Lacistemaceae. E é coutor com  Theodor F.L. Nees de Esenbeck da Genera plantarum florae germanicae, escrevendo os números 25, 28 e 31.